# Kultur
Kultur foi uma revista anarquista internacional de estudos filosóficos e questões sociais, publicada em cinco edições no Rio de Janeiro entre 1904 e 1905, sob edição de Elísio de Carvalho, admirador de Oscar Wilde. Tinha a proposta de não ter um programa fixo, reunindo "anarquistas, comunistas, individualistas, revolucionários, selvagistas, naturistas, tolstoianos, etc."
A revista deu continuidade ao periódico "Meridional", de mesmo editor, e era dirigida ainda por Mota Assunção e Curvelo de Mendonça, todos integrantes de um projeto de criação de uma universidade popular.